# Emil Tietze

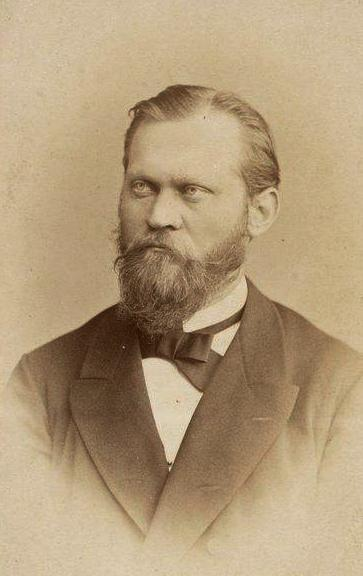
Emil Tietze (1883)

Emil Ernst August Tietze (* 15. Juni 1845 in Breslau; † 4. März 1931 in Wien) war ein österreichischer Geologe.

## Leben und Wirken
Emil Tietze, der Sohn eines Fabrikanten, besuchte die Realschule und das Magdalenengymnasium, wo er 1864 maturierte. Er studierte zuerst an der Universität Breslau sowie in Tübingen Naturwissenschaften und anschließend nur Geologie wieder in Breslau, wo er bei Ferdinand von Roemer sein Doktorat erwarb. Während seines Studiums wurde er 1865 Mitglied der Burschenschaft Germania Tübingen.
Nach seinem Studium kam er nach Wien und konnte durch Vermittlung seines Landsmannes Guido Stache unter dem Direktor Franz von Hauer an der k.k. Geologischen Reichsanstalt als Praktikant beginnen. Insgesamt verbrachte an der Reichsanstalt 48 Jahre.
Zu Beginn war er als Aufnahmegeologe tätig und kartierte Galizien teils das erste Mal. Diese Aufnahmen setzte er in Österreichisch-Schlesien und Nordmähren bis zur Boskowitzer Furche fort. Aber auch in Bosnien führte er gemeinsam mit Alexander Bittner und Edmund von Mojsisovics die erste Übersichtsaufnahme durch. Forschungsreisen führten ihn in fernere Länder, wie nach Persien oder in die südlichen Küstenregionen Kleinasiens. Im Zuge der internationalen Geologenkongresse bereiste er zahlreiche Länder Europas und Nordamerikas.
Im Jahr 1877 wurde er Chefgeologe, nach dem Ausscheiden Mojsisovics' in den Ruhestand 1901 zunächst Vizedirektor der k.k. geologischen Reichsanstalt. Schon 1902 konnte er nach Guido Stache den Direktorposten übernehmen.
Im Jahr 1903 wurde er zum Präsidenten des Internationalen Geologenkongresses in Wien gewählt. Sein wissenschaftliches Interesse richtete sich verstärkt in die geographische Geologie. Eine Berufung zu einer Lehrkanzel Anfang der 1880er Jahre in Bonn lehnte er ab. Vermehrt widmete er sich auch Vereinsaufgaben als Mitglied der Wiener Geographischen Gesellschaft. Dem Ausschuss gehörte er bis 1880 an. Schließlich leitete er die Gesellschaft über sieben Jahre. Für seine Verdienste wurde er 1910 zum Ehrenpräsidenten ernannt. 1915 wurde ihm die Franz-von-Hauer-Medaille verliehen.
Seit 1912 gehörte Tietze auch der Geologischen Gesellschaft an. 1883 wurde er Mitglied der Deutschen Akademie der Naturforscher Leopoldina.
Verheiratet war Tietze mit der Tochter Hauers Rosa von Hauer, mit der er einen Sohn, den Mathematiker Heinrich Tietze, und drei Töchter hinterließ. Eine Tochter wiederum war mit dem Geologen Wilhelm Petrascheck aus Leoben verheiratet.  Er wurde am evangelischen Teil des Wiener Zentralfriedhof bestattet.

## Dissertation
- Ueber die devonischen Schichten von Ebersdorf unweit Neurode in der Grafschaft Glatz. Breslau 1869 (online – Internet Archive)